# 篠田昇
篠田 昇（しのだ のぼる、1952年2月2日 - 2004年6月22日）は、日本の撮影監督。埼玉県北葛飾郡（現:三郷市）出身。日本大学芸術学部卒業。

## 人物
映画番長の愛称で多くの映画人に愛されたカメラマン。『ラブホテル』（1985年）監督：相米慎二が、劇場用の最初の作品。
2004年6月22日、肝不全のため死去。享年52。
遺作となった『世界の中心で、愛をさけぶ』で、日本アカデミー賞最優秀撮影賞を受賞。
実兄はJR三郷駅前の美容室『EMU』（現在はグリューネに改名、実兄の妻が経営）のオーナー。そんな縁もあり、同美容室で映画の撮影も行われたことがある。

## 撮影作品

### 映画
- 1974年 『ハードボイルドハネムーン』（監督：後藤和夫）
- 1977年 『杳子』（監督：林千樹、菊地善幸）
- 1978年 『サード』（監督：東陽一）※撮影助手
- 1981年 『ザ・ストリッパー 堕ちて藍』（監督：山崎哲、藤後和夫）
- 1985年 『ラブホテル』（監督：相米慎二）
- 1987年 『パイレーツによろしく』（監督：後藤幸一）
- 1987年 『噛む女』（監督：神代辰巳）
- 1987年 『宇宙の法則』（監督：井筒和幸）
- 1987年 『やるときゃやるぜ!』（監督：山名兌二）
- 1988年 『不可思議物語4 ワン・ステップ・ビヨンド』（監督：山川直人）
- 1988年 『不可思議物語8 猫はよく朝方帰ってくる』（監督：山川直人）
- 1988年 『SO WHAT』（監督：山川直人）
- 1989年 『危ない話』（監督：井筒和幸）
- 1989年 『THE MASTER OF SHIATSU 指圧王者』（監督：石井聰亙）
- 1989年 『まさあきの詩』（監督：呉徳珠）
- 1990年 『グッドモーニング』（監督：中原京平）
- 1990年 『ワールド・アパートメント・ホラー』（監督：大友克洋）
- 1990年 『東京ディズニーランド・タッチザファンタジー』（監督：富永一）
- 1991年 『SFXアドベンチャーアクション 東方見聞録』（監督：井筒和幸）
- 1991年 『高松伸の世界』（監督：井筒和幸）
- 1994年 『夏の庭 The Friends』（監督：相米慎二）
- 1994年 『突然炎のごとく』（監督：井筒和幸）
- 1994年 『undo』（監督：岩井俊二）
- 1994年 『PiCNiC』（監督：岩井俊二）
- 1994年 『Love Letter』（監督：岩井俊二）
- 1995年 『BeRLiN』（監督：利重剛）
- 1994年 『男たちの書いた絵』（監督：伊藤秀裕）
- 1994年 『スワロウテイル』（監督：岩井俊二）
- 1996年 『[MISTY]一瞬の挑発』（監督：三枝健起）
- 1997年 『名探偵コナン 時計じかけの摩天楼』（監督：こだま兼嗣）※エンディング映像
- 1997年 『HAPPY PEOPLE』（監督：鈴木浩介）
- 1997年 『OPEN HOUSE』（監督：行定勲）
- 1998年 『四月物語』（監督：岩井俊二）
- 1999年 『真夜中まで』（監督：和田誠）
- 1999年 『死国』（監督：長崎俊一）
- 2001年 『クロエ』（監督：利重剛）
- 2001年 『ダンボールハウスガール』（監督：松浦雅子）
- 2001年 『リリイ・シュシュのすべて』（監督：岩井俊二）
- 2002年 『夏風』（監督：鈴木浩介）
- 2002年 『八月の幻』（監督：鈴木浩介）
- 2002年 『月に沈む』（監督：行定勲）
- 2003年 『体温』（監督：鈴木浩介）
- 2004年 『花とアリス』（監督：岩井俊二）
- 2004年 『世界の中心で、愛をさけぶ』（監督：行定勲）

### テレビ
- 1989年 『彼女はピカソに恋してる』（フジテレビ、演出：榎戸耕史）
- 1991年 「J・MOVIE・WARS」『欲望だけが愛を壊す』（WOWOW、監督：中原俊）
- 1992年 「J・MOVIE・WARS」『来たことあるはじめての道』（WOWOW、監督：山川直人）
- 1994年 「世にも奇妙な物語」『ルナティック・ラブ』（フジテレビ、監督：岩井俊二）
- 1998年『聖者の行進』（TBS）※タイトルバック撮影
- 1998年 『ラブ・アゲイン』（TBS）※タイトルバック撮影
- 1999年 『美しい人』（TBS）※タイトルバック撮影
- 2000年 『源氏物語 あさきゆめみし 〜Live in a Dream〜』（NHK-BS2、監督：三枝健起）
- 2000年 『君が教えてくれたこと』（TBS）※タイトルバック撮影
- 2000年 『真夏のメリークリスマス』（TBS）※タイトルバック撮影
- 2000年 「Digital Creators'01 地球大爆破」『SPECTOR 21』（BS-i、監督：田中秀幸）
- 2001年 『白い影』（TBS）※タイトルバック撮影
- 2001年 『恋を何年休んでますか』（TBS）※タイトルバック撮影
- 2001年 「賢者の贈り物」『祭典の日』（広島ホームテレビ、監督：カジワラノリコ）
- 2002年 『First Love』（TBS）※スポット映像撮影
- 2002年 『タスクフォース』（BS-i、監督：行定勲）※撮影応援
- 2002年 『ノースポイント つばさ』（北海道文化放送、 監督：長澤雅彦）
- 2003年 『末っ子長男姉三人』（TBS）※タイトルバック演出
- 2004年 『オレンジデイズ』（TBS、演出：松原弘志）※スポット映像撮影

これがドラマ作品としては最後の撮影であった。

なおDVDの特典映像である2分超のスポット映像には「篠田 昇氏に捧げる」という文面が、本編スタート前に表示されている。

### ウェブムービー
- 2003年 『花とアリス』（ネスレコンフェクショナリー、監督：岩井俊二）

## 受賞歴
- 1996年 『Love Letter』 第17回ヨコハマ映画祭、撮影賞受賞
- 1997年 『スワロウテイル』 第20回日本アカデミー賞、優秀撮影賞[1]
- 2005年 『世界の中心で、愛をさけぶ』 第28回日本アカデミー賞、撮影賞受賞